# Bottière
La Bottière est une partie intégrante de l'un des 11 actuels quartiers de Nantes baptisé Doulon - Bottière. Le quartier regroupe plusieurs micro-quartiers, lequel est limitrophe de ceux de « Nantes Erdre » au nord et « Malakoff - Saint-Donatien » à l'ouest, ainsi que la commune de Sainte-Luce-sur-Loire à l'est et est aussi bordé par la Loire au sud. 
La Bottière est desservi par les stations Pin sec et Souillarderie, de la ligne 1 du tramway. Le quartier la Bottière est une cité HLM de Nantes qui compte environ 4 000 personnes. Elle est bordée par une autre cité HLM de Nantes « Pin-sec » ou « Bottière Pin-sec ». Le quartier est classé en "Zone urbaine sensible" dans les années 2000 et est désormais un quartier prioritaire comme d'autres quartiers de l'agglomération Nantaise.

## Le nouveau quartier Bottière-Chénaie

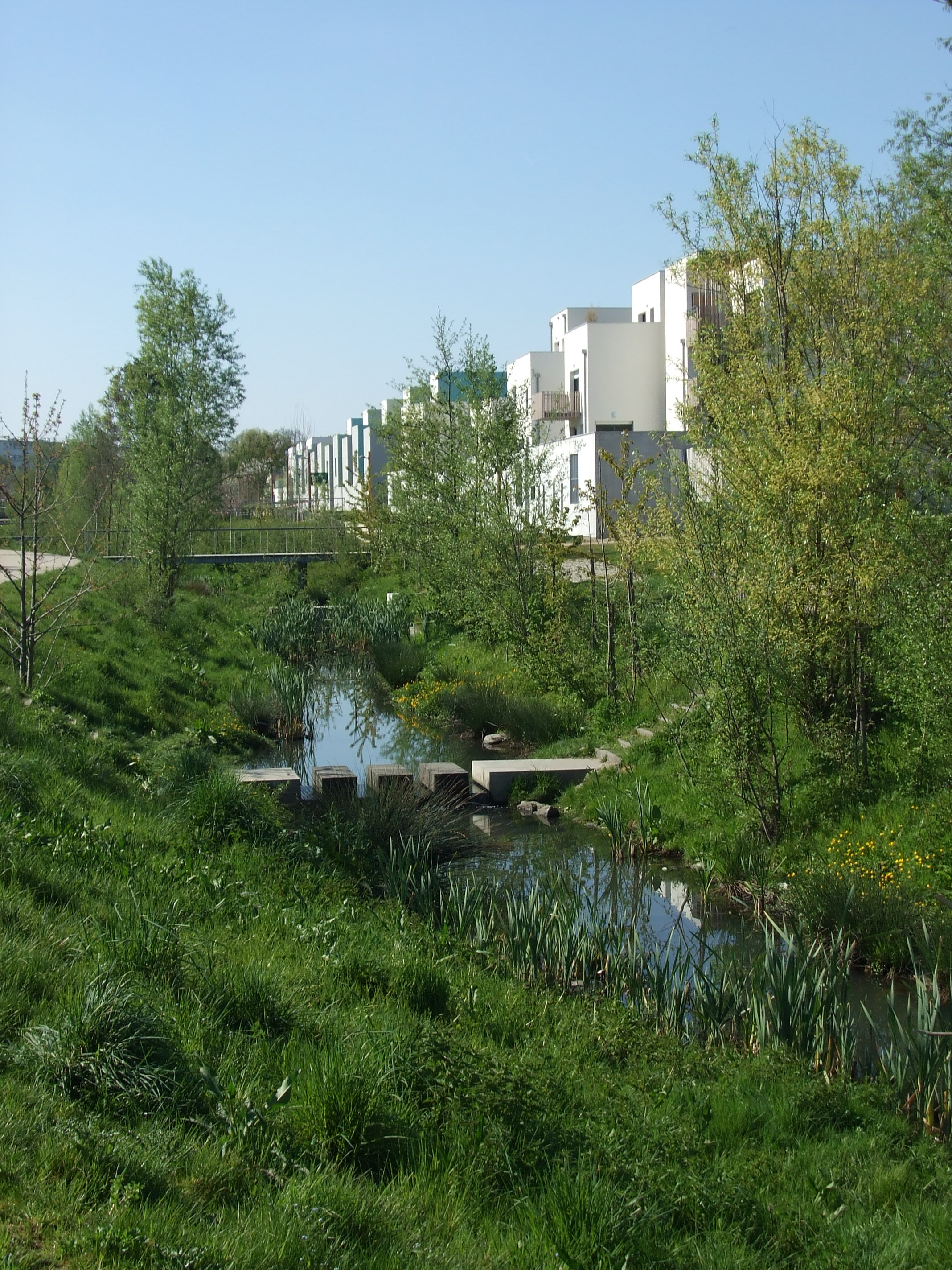
Le ruisseau des Gohards.

À l'est de cette ligne de tram, les 35 hectares autrefois occupés par des tenues maraîchères restées en friche, laissent peu à peu la place à un nouvel écoquartier baptisé « Bottière-Chénaie », qui conservera néanmoins certains vestiges de l'activité agricole (anciennes fermes, mais aussi chemins ruraux, vieux murs, puits ou réservoirs).
Ce quartier, centré autour de la place du Commandant-Cousteau, est parcourue du nord-ouest au sud-est par le vaste mail Haroun-Tazieff scindé en deux par la route de Sainte-Luce et dont le côté oriental est bordée par le parc de Bottière-Chénaie lequel est arrosé dans sa partie septentrionale par le « ruisseau de Gohards » remise à l'air libre (après avoir été canalisé sous buses pendant plusieurs décennies sur cette section).
À terme, vers 2018, Bottière-Chénaie doit comprendre environ 1 600 logements dont 25 % de logements sociaux qui permettront d'accueillir une population nouvelle d'environ 3 500 personnes. Il sera également doté d'une vingtaine de commerces (dont un supermarché de 2 500 m2 à l'enseigne de Super U), ainsi que de plusieurs équipements publics tel que :
- la médiathèque de quartier « Floresca-Guépin » (inaugurée en juin 2007) ;
- le groupe scolaire « Julien-Gracq », comptant 15 classes (inauguré en 2009) ;
- une salle omnisports de 2 300 m2 (inaugurée en 2012).

## Restructuration de l'ancien quartier
La partie la plus ancienne du quartier, à l'ouest de la ligne de tram fait également l'objet d'une réhabilitation d'envergure qui a débuté en 2011, dans le cadre de son classement en tant que quartier prioritaire. Elle concerne la requalification de 660 appartements par le bailleur social Nantes habitat, impliquant notamment la démolition de deux immeubles-porches.
Côté équipements, l'ancien centre socioculturel a été démoli et remplacé par une maison de quartier (inaugurée en 2010) entièrement construite en ossature bois. Un nouveau centre commercial regroupant les deux pôles de commerces actuels est également envisagé sur le site du supermarché Ed avec un projet de reconfiguration pour créer une façade de petits commerces orientée sur la rue de la Bottière.
Il est aussi question, côté espaces publics, de créer une nouvelle place centrale et de nouvelles voies réservées aux vélos et piétons. Des jardins familiaux seront également créés à côté du quartier vers la Souillarderie.
En mars 2018 est inauguré rue du Croissant la première maison fabriqué à l'aide de l'impression 3D, procédé exclusif développé par l'université de Nantes baptisée « Yhnova ». Ce premier logement social de 95 m2 comportant cinq pièces a été réalisé à l'aide d'un robot doté d'un bras de quatre mètres de long guidé par laser déposant des couches successives de matériaux en suivant un plan informatique : deux parois en mousse polyuréthane expansive faisant office de coffrage pour recevoir du béton coulé, lui aussi par le robot.

### Coordonnées des lieux mentionnés
1. ↑  Yhnova : 47° 14′ 08″ N, 1° 31′ 15″ O